# Nawalgarh (Rajasthan)
Nawalgarh (hindi:नवलगढ़) – założone w XIX wieku miasto w Radżastanie, w północno-zachodnich Indiach, w dystrykcie Jhunjhunu. 326 663 mieszkańców (2001). Miasto słynie z haweli, rezydencji bogatej szlachty radźpuckiej, bogato zdobionych freskami.

## Historia
Miasto zostało założone przez regionalnego władcę Thakur Nawal Singha w 1737 roku.

## Zabytki
- Fort Nawalgarh, zbudowany w 1737 roku[5].